# شاين هوارث
شاين هوارث (بالإنجليزية: Shane Howarth)‏ هو لاعب دوري الرغبي نيوزيلندي، ولد في 8 يوليو 1968 في أوكلاند في نيوزيلندا.

## وصلات خارجية
- شاين هوارث عل موقع إسبنسكروم (الإنجليزية)
- شاين هوارث على موقع ItsRugby.co.uk (الإنجليزية)